# Streptococcus sanguinis
Streptococcus sanguinis (syn. Streptococcus sanguis) – Gram-dodatnia bakteria zaliczana do paciorkowców zieleniejących. Posiada antygeny grupowe typu H oraz nie posiada antygenów z grupy C.
Streptococcus sanguinis prawdopodobnie jest stałą florą fizjologiczną jamy ustnej, także u zdrowych ludzi. Podczas zapalenia dziąseł przechodzi poprzez uszkodzone błony śluzowe do krwiobiegu, powodując przejściową bakteriemię oraz zapalenie wsierdzia. Według części autorów, jest to najczęstsza grupa bakterii osiedlająca się na zastawkach serca.
Na agarze z krwią wywołuje hemolizę (α).
Bakteria nie rozkłada się w żółci, nie jest wrażliwa na optochinę, nie wzrasta na podłożach z chlorkiem sodu.